# Spoorpark (Tilburg)
Het Spoorpark is een stadspark en dagrecreatiegebied van bijna tien hectare dat in 2019 in Tilburg is voltooid. Het heeft voorzieningen voor recreatie, sport en cultuur. Het is aangelegd in een verwaarloosd voormalig spoor- en industriegebied en is gerealiseerd door een burgerinitiatief. De naam verwijst naar de ligging aan de spoorlijn Breda - Eindhoven en naar het rangeerterrein dat hier lag en waarvan de rails deels in het park opgenomen zijn.

## Vorm, grootte en ligging
Het park heeft de vorm van een geweerkolf en wordt begrensd door verkeersaders. De lange kanten zijn de noordzijde met de spoorlijn Breda–Tilburg en de zuidzijde met de Hart van Brabantlaan en zijn parallelweg, de Hazelaarstraat. De westzijde, het brede eind van de kolf, grenst aan Ringbaan West, die daar verhoogd ligt om de spoorlijn te overbruggen. De oostelijke, kortste zijde is de Sint-Ceciliastraat.
Vanwege het spoortalud is er geen toegang vanaf de noordzijde, de vijf ingangen zijn verdeeld over de andere drie zijden, waarvan er een, aan de Hazelaarstraat, toegang geeft tot de stadscamping. Door de woonbebouwing aan die kant en de verhoogde ligging van het spoor en Ringbaan West, is het Spoorpark vanuit de openbare ruimte nauwelijks zichtbaar, hoewel het terrein een lengte van zeshonderd meter heeft en op het breedste punt meer dan honderdvijftig meter breed is. Het totale plangebied meet tien hectare, maar dat is inclusief woonbebouwing en de taluds van de omringende verkeersaders.

## Voorgeschiedenis
Het gebied heeft bekendgestaan als het Van Gend & Loos-terrein. Op het oostelijk deel had het bedrijf een distributiecentrum. Er werden goederen overslagen, onder andere van treinen naar distributieauto's, later alleen van auto naar auto. In het westelijk deel lag een rangeerterrein met opstelsporen, dat gebruikt werd door de Hoofdwerkplaats Tilburg, waar spoormaterieel onderhouden en gerepareerd werd.
Toen Van Gend & Loos ophield met railvervoer, verloor de ligging aan het spoor zijn meerwaarde en vertrok het bedrijf. Het gebied raakte in verval, aangezien ook het werk bij de Hoofdwerkplaats terugliep, waardoor de sporen nog amper nodig waren. Intussen werd de politiek het niet eens over een geschikte invulling. Plannen om het hele gebied een woonbestemming te geven bleken onuitvoerbaar door knelpunten in de verkeersafwikkeling: alleen via twee doorgangen aan de zuidzijde is het terrein per auto te bereiken. Mede doordat er af en toe gekampeerd werd en omwonenden er volkstuintjes aanlegden, werd uiteindelijk vrijetijdsbesteding een speerpunt bij de ontwikkeling.

## Realisering en voorzieningen
Het gebied valt binnen het plangebied van het Structuurplan Spoorzone, dat in 2005 is vastgesteld. In 2015 gaf de gemeente de ontwikkeling uit handen aan een regiegroep, de latere Stichting Spoorpark, die de bevolking om voorstellen vroeg. Uit het onverwacht hoge aantal van tachtig plannen werden er negen ontwikkeld en aan de gemeenteraad voorgelegd. Die koos voor een park, waar tussen het groen allerlei voorzieningen liggen: kunst, sportvelden en -banen, een stadscamping, horeca, een scoutinggebouw en een evenemententerrein. De aanleg van het park heeft acht miljoen euro gekost en geldt als het grootste burgerinitiatief van Nederland. Het park is geen volledig openbare ruimte en is omringd door hekken, die in de nacht gesloten zijn. Kampeerders kunnen dan met een cijfercode te voet op de camping komen, maar campers kunnen er 's nachts niet op of af.
Aan de Hazelaarstraat, een parallelweg van de Hart van Brabantlaan, is een woontoren van vijftig meter hoog voorzien, met in de plint ruimte voor ondernemingen die passen bij het Spoorpark. In de toren komen seniorenwoningen en enkele starterswoningen, ernaast een lage vleugel met gemeenschappelijke voorzieningen en daarboven woningen. Een wooncomplex in het park was een voorwaarde van de gemeente Tilburg om iets terug te verdienen van het geld dat de gemeente spendeerde aan de plannen van Stichting Spoorpark.

Sinds 2021 wordt de internationale Roodharigendag jaarlijks in augustus in het Spoorpark gehouden.

## Afbeeldingen

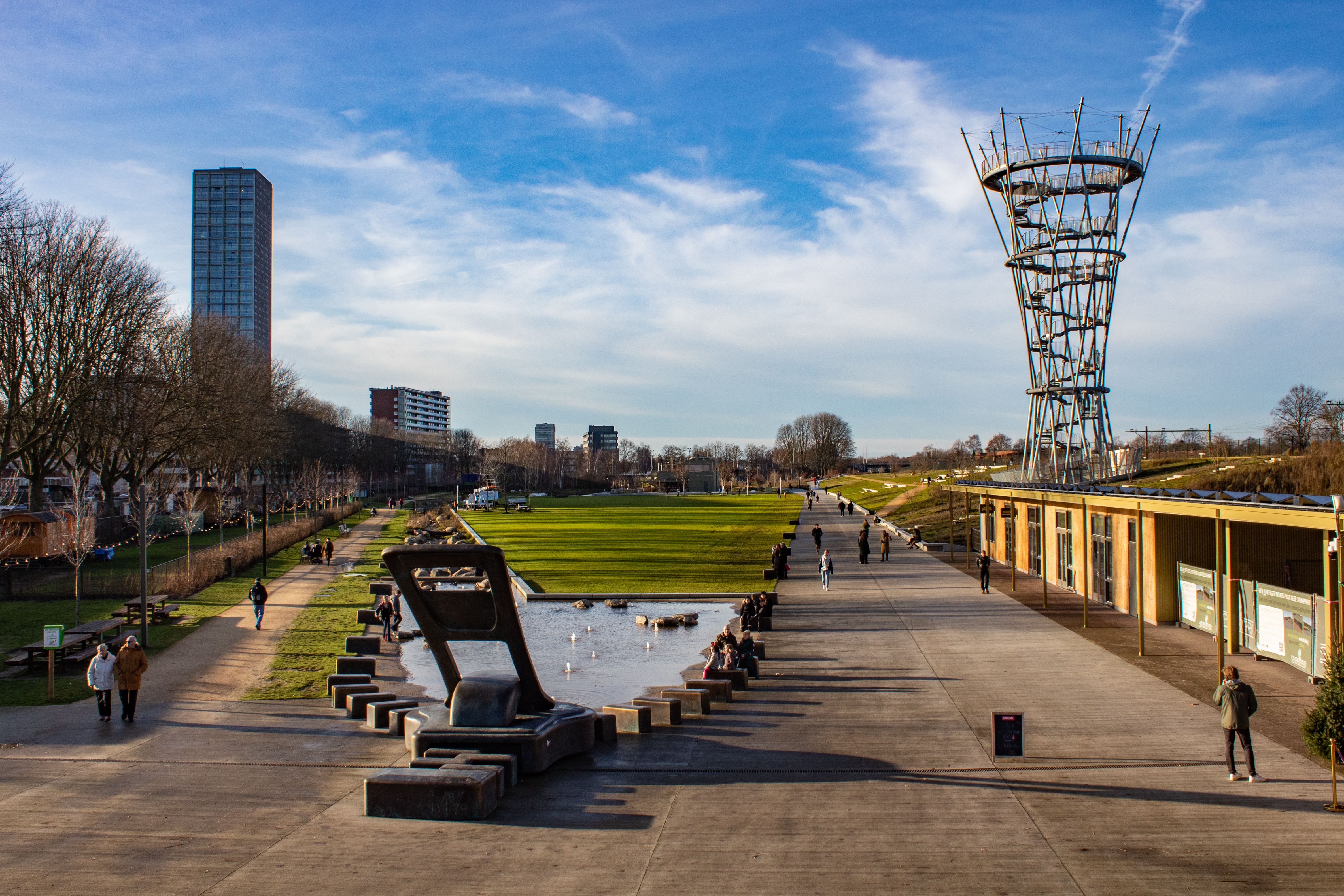
Het Spoorpark in de Spoorzone met op de voorgrond "De Rits" van Marieke Vromans
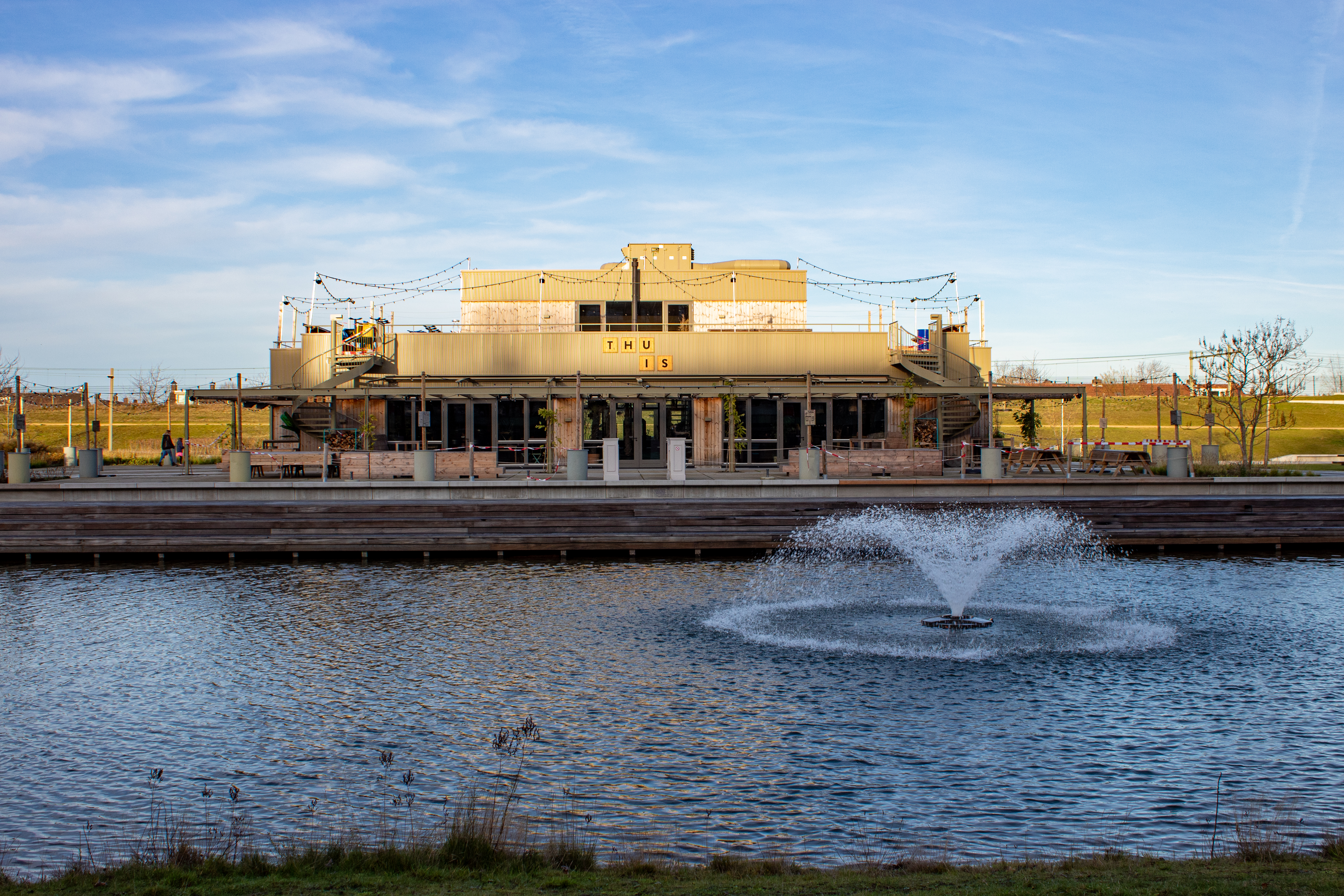
Het T-Huis in het Spoorpark
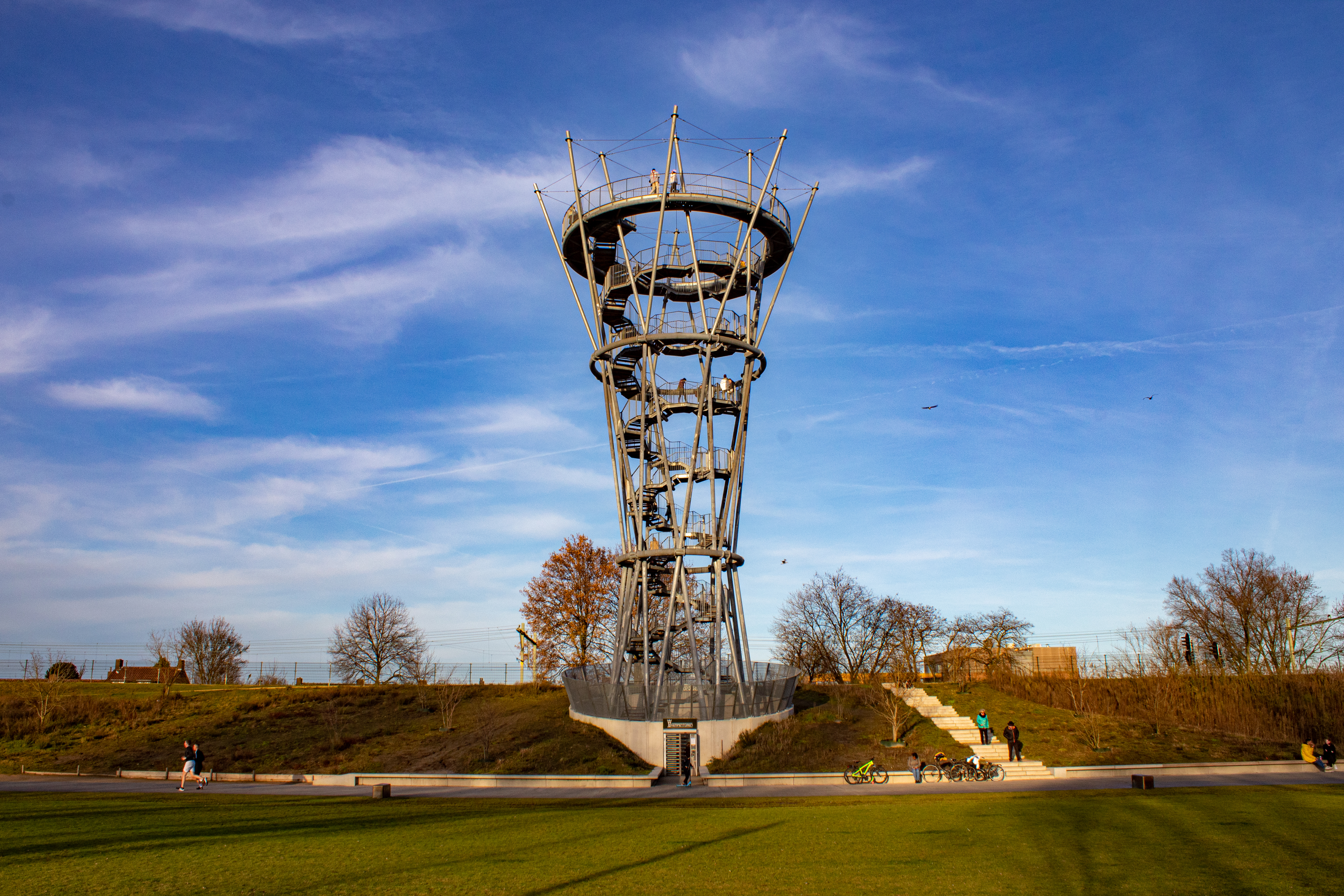
De Kempentoren in het Spoorpark
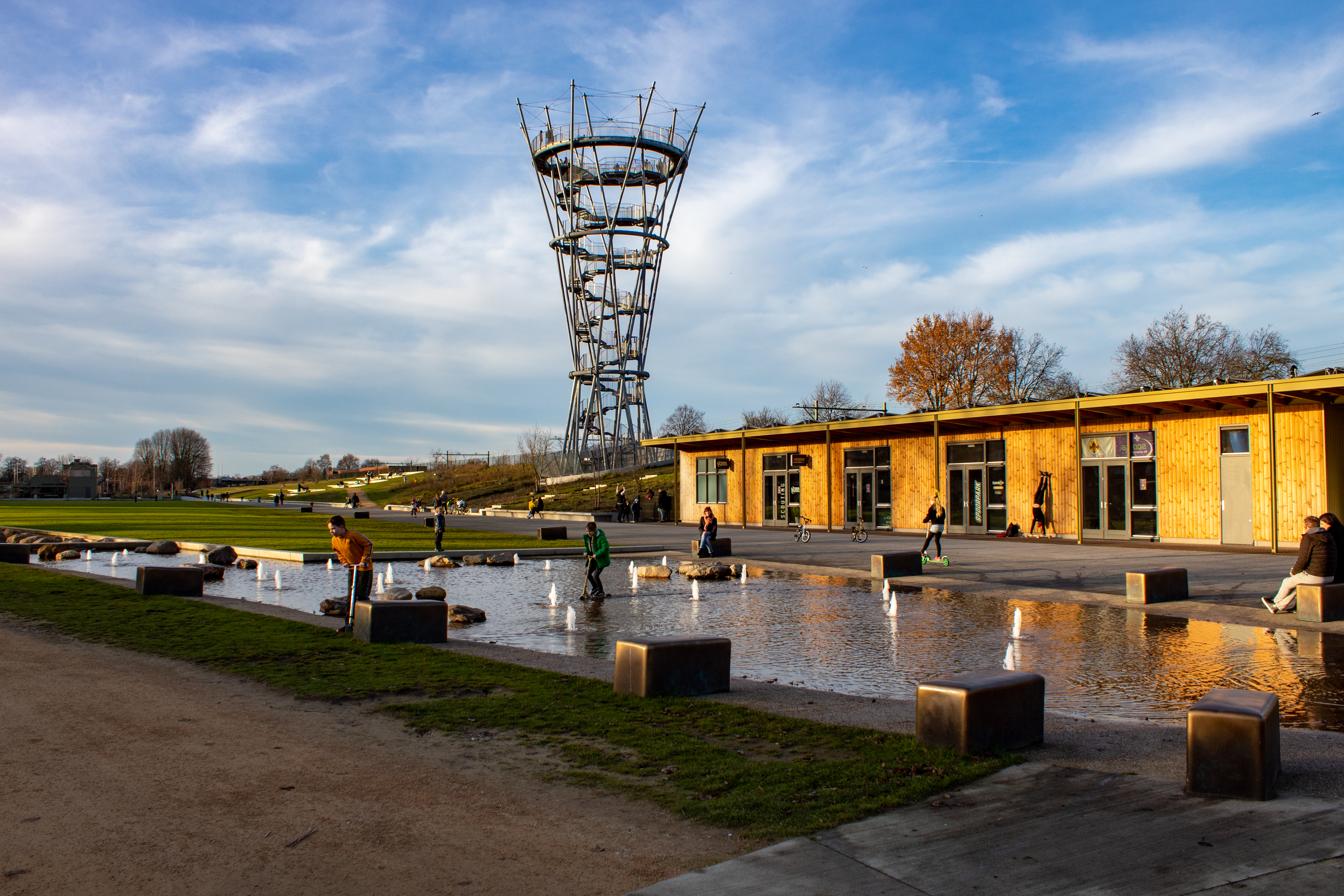
Waterpartij en scoutinggebouw
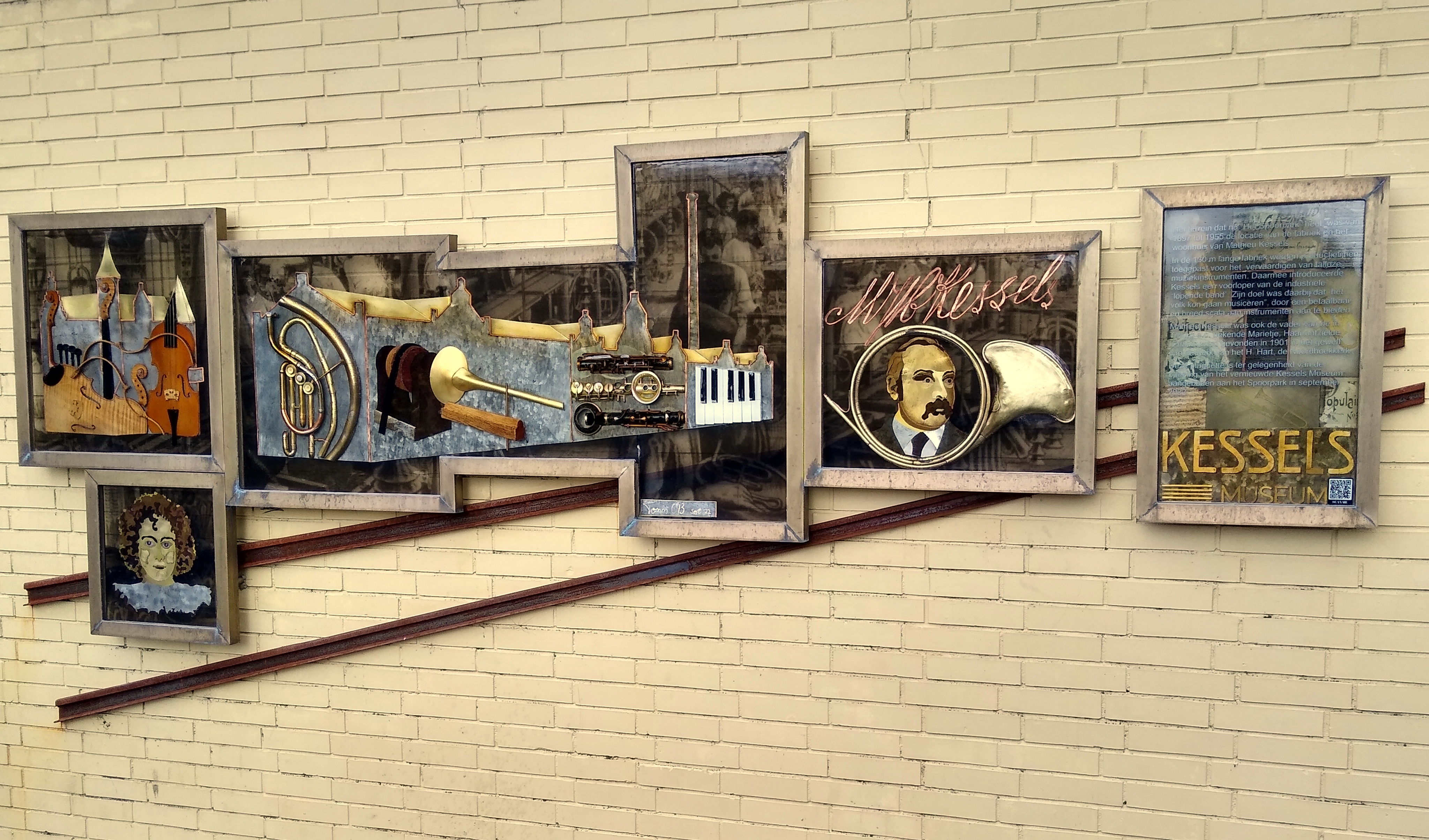
Herinnering M. Kessels muziekinstrumentenfabriek
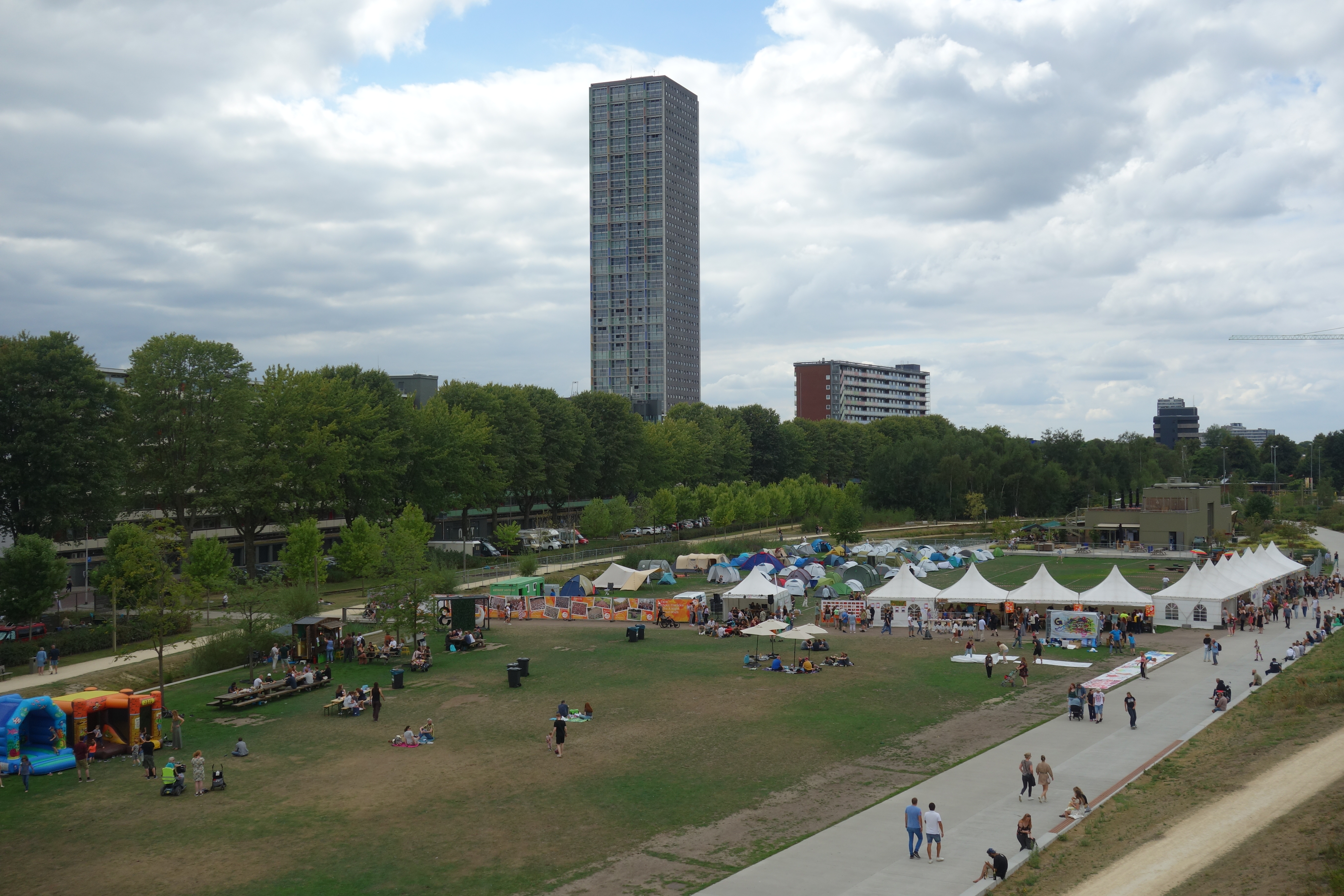
Roodharigendag 2022 in het Spoorpark